# Корейска есетра
Корейската есетра (Acipenser dabryanus) е вид лъчеперка от семейство Есетрови (Acipenseridae). Видът е критично застрашен от изчезване.

## Разпространение
Видът е ендемичен за Китай и днес е ограничен до басейна на река Яндзъ, но в миналото е бил регистриран и от басейна на Жълтата река.